# جائزة غولدن غلوب لأفضل ممثلة مساعدة - مسلسل، أو مسلسل قصير أو فلم تلفزيوني
جائزة غولدن غلوب لأفضل ممثلة مساعدة - مسلسل، أو مسلسل قصير أو فيلم تلفزيوني هي واحدة من جوائز التلفزيون التي تمنح من قبل جمعية الصحافة الأجنبية في هوليوود.

## 1981 – 1990
- 1983: باربارا ستانويك
- 1984: فاي دوناوي
- 1986: أوليفيا دي هافيلاند
- 1987: كلوديت كولبيرت

## 1991 – 2000
- 1994: ميراندا ريتشاردسون
- 1996: كاثي بيتس
- 1997: أنجلينا جولي
- 1998: فاي دوناوي
- 2000: فانيسا رديغريف

## 2001 – 2010
- 2002: كيم كاترال
- 2004: أنجليكا هيوستن
- 2005: ساندرا أوه
- 2006: إيميلي بلنت
- 2008: لورا ديرن
- 2009: كلوي سيفاني
- 2010: جين لنتش

## 2011 – 2020
- 2011: جيسيكا لانج
- 2012: ماجي سميث
- 2013: جاكلين بيسيه
- 2014: جوان فورغات - Downton Abbey
- 2015: مورا تيرني - The Affair
- 2016: ماجي سميث